# (15052) Emileschweitzer
(15052) Emileschweitzer (1998 YD2) – planetoida z grupy pasa głównego asteroid okrążająca Słońce w ciągu 5,61 lat w średniej odległości 3,16 j.a. Odkryta 17 grudnia 1998 roku.